# São José do Sul
São José do Sul là một đô thị thuộc bang Rio Grande do Sul, Brasil. Đô thị này có diện tích 60,106 km², dân số năm 2007 là 1899 người, mật độ 31,59 người/km².